# Дін Кейн
Дін Кейн (англ. Dean Cain; 31 липня 1966, Маунт Клеменс, Мічиган) — американський актор, відомий завдяки своїй ролі Кларка Кента / Супермена в американському телесеріалі «Лоїс і Кларк: Нові пригоди Супермена».

## Біографія
Дін Кейн (при народженні Дін Джордж Танака) народився у сім'ї акторки Шерон Томас і солдата армії США Роджера Танаки. Має старшого брата (музиканта Роджера Кейна). Батьки майбутнього актора розійшлися ще до його народження. Актор Дін Кейн має японське, франкоканадське, ірландське і валійське коріння. 1969 Шерон Томас, мати актора, вдруге вийшла заміж — за режисера Кристофера Кейна. Сім'я переїхала до Малібу, у штаті Каліфорнія. 1973 року у Діна з'явилася сестричка — майбутня актриса Крісинда Кейн. В шкільні роки Дін активно займався спортом. Він грав за шкільну бейсбольну команду разом із Чадом і Робом Лоу, і Чарлі Шином, що були його однокласниками. Дін закінчив школу 1984 року, йому запропонували спортивні стипендії 17-ти університетів, проте він обрав університет Принстона. У Принстоні він був капітаном волейбольної команди, а також грав у команді з американського футболу, де він проявив себе видатним захисником (зробив 12 перехватів за один сезон). Також він став членом університетського Zeta Psi (Зета Псі). У часи навчання застрічався з актрисою Брук Шилдс, що на рік молодша за нього. Кэйн закончив Принстон 1988 року зі ступенем бакалавра історії.

## Кар'єра
Одразу після закінчення університету Дін підписав контракт з командою національної футбольної ліги Баффало Біллс. Але травма коліна, отримана на тренувальному зборі, перервала спортивну кар'єру молодого футболіста. Спочатку він почав писати сценарії, потім зніматися на телебаченні, з'являючись в рекламі та в популярних телевізійних шоу, таких як: «Grapevine», «Інший світ» (1987—1993), «Район Беверлі-Гіллз». 1993 року Кейн став популярним завдяки ролі Супермена в телесеріалі «Лоїс і Кларк: Нові пригоди Супермена», зйомки якого закінчилися 1997 року.
1998 року Дін відкрив продюсерську компанію Angry Dragon Entertainment, яка продюсувала телесеріал «Ripley's Believe It or Not!» (1999) каналу TBS Superstation. Він також знявся у кількох фільмах, включаючи «Клуб розбитих сердець: Романтична комедія» (2000), «Поза часом» (2003), «Мільярди Бейлі» (2004). 2004 року він зіграв Скотта Пітерсона у фільмі «Perfect Husband: The Laci Peterson Story», заснованому на реальних подіях. Він також періодично з'являвся в серіалі «Лас-Вегас» (2003—2008) в ролі Кейсі Меннінга. Як запрошена зірка Дін знявся в телесеріалі «Таємниці Смолвіля», зігравши безсмертного доктора Кертіса Нокса.

## Особисте
1997 року Дін почав зустрічатися з Мінді Макріді, співачкою у стилі кантрі. Вони побралися на початку 1998 року, але в липні цього ж року розірвали заручини. 1999 року в пресі з'явилася новина про вагітність давньої подруги Діна — моделі Саманти Торрес. Пара вирішила не сходитися, а розділити опіку над дитиною. 11 червня 2000-го року на світ з'явився Крістофер Дін Кейн.

## Фільмографія
| Рік         | Українська назва                           | Назва-оригінал                                          | Роль                     | Примітка   |
| ----------- | ------------------------------------------ | ------------------------------------------------------- | ------------------------ | ---------- |
| 1976        |                                            | Elmer                                                   | Дін Расселл              | Фільм      |
| 1979        |                                            | Charlie and the Talking Buzzard                         | Джо                      | Фільм      |
| 1984        | Кам'яний хлопчик                           | The Stone Boy                                           | Юджин Хіллерман          | Фільм      |
| 1989        |                                            | Christine Cromwell: Things That Go Bump in the Night    |                          | Фільм      |
| 1990        |                                            | Write to Kill                                           | паркувальник             | Фільм      |
| 1990        | Непотоплювані                              | Going Under                                             | хлопець у барі           | Фільм      |
| 1989 — 1990 |                                            | Christine Cromwell                                      |                          | Телесеріал |
| 1989 — 1993 | Життя триває                               | Life Goes On                                            | Кімо                     | Телесеріал |
| 1987 — 1993 | Інший світ                                 | A Different World                                       | Едді                     | Телесеріал |
| 1992        |                                            | Grapevine                                               | Брайан                   | Телесеріал |
| 1990 — 2000 | Беверлі-Хіллз, 90210                       | Beverly Hills, 90210                                    | рік                      | Телесеріал |
| 1992        | Чудо-пляж                                  | Miracle Beach                                           | Воллейболіст             | Фільм      |
| 1993 — 1997 | Лоїс та Кларк: Нові пригоди Супермена      | Lois & Clark: The New Adventures of Superman            | Кларк Кент/Супермен      | Телесеріал |
| 1993 — 2004 | Фрейз'єр                                   | Frasier                                                 | рік                      | Телесеріал |
| 1993        |                                            | Touchdown: Football Goes to the Movies                  |                          | Фільм      |
| 1995 — 2000 | Казкові історії для всіх дітей             | Happily Ever After: Fairy Tales for Every Child         | Кобі                     | Телесеріал |
| 1996        | Пригоди з книги чеснот                     | Adventures from the Book of Virtues                     |                          | Телесеріал |
| 1996        |                                            | Cutty Whitman                                           | Кларк Кент               | ТВ         |
| 1996        |                                            | MTV Rock 'N' Jock Basketball VI                         | Тренер                   | ТВ         |
| 1997 — 2003 | Журнал мод                                 | Just Shoot Me!                                          | Кріс Вільямс             | Телесеріал |
| 1997        | Найкращі люди                              | Best Men                                                | Базз                     | Фільм      |
| 1997        | Загублений склеп                           | Rag and Bone                                            | Детектив Тоні Моран      | ТВ         |
| 1997        |                                            | Eating Las Vegas                                        | Френк                    | Фільм      |
| 1998        |                                            | Dogboys                                                 | Джулліан Тейлор          | ТВ         |
| 1998 — 1999 | Острів фантазій                            | Fantasy Island                                          | Сем Кеннілі              | Телесеріал |
| 1998        | Спорт майбутнього                          | Futuresport                                             | Ремзі Тремейн            | ТВ         |
| 1998 — 1999 | Закон та порядок. Спеціальний корпус       | Law & Order: Special Victims Unit                       | Майк Джергенс            | Телесеріал |
| 2000        | Клуб розбитих сердець: Романтична комедія  | Broken Hearts Club: A Romantic Comedy                   | Коул                     | Фільм      |
| 2000        | Без алібі                                  | No Alibi                                                | Боб Валенз               | Фільм      |
| 2000        |                                            | Flight of Fancy                                         | Клей Беннет              | Телесеріал |
| 2000        | Гонитва за вкраденою боєголовкою           | Militia                                                 | Етан Картер              | Фільм      |
| 2000        | Остання битва                              | For the Cause                                           | Генерал Мурран           | Фільм      |
| 2000        |                                            | The Runaway                                             | Шериф Френк Ричардс      | ТВ         |
| 2001 — 2004 | Жіноча бригада                             | The Division                                            | Інспектор Джек Елліс     | Телесеріал |
| 2001        | Вогняна пастка                             | Firetrap                                                | Джек/Макс Хупер          | фільм      |
| 2001        | Щурячі перегони                            | Rat Race                                                | Шон Кент                 | Фільм      |
| 2001        | Різдвяні пригоди звірів                    | A Christmas Adventure from a Book Called Wisely's Tales | Доннер, озвучка          | Відео      |
| 2001 — 2010 | Таємниці Смолвіля                          | Smallville                                              | Доктор Кертіс Нокс       | Телесеріал |
| 2001        | Новий Алькатрас                            | New Alcatraz                                            | Доктор Роберт Трентон    | Фільм      |
| 2001        | Фаза 4                                     | Phase IV                                                | Саймон Тейт              | Фільм      |
| 2002        | Господар гори                              | Gentle Ben                                              | Джек Уедло               | ТВ         |
| 2002        | Занурення в безодню                        | Dark Descent                                            | Уїлл Мердок              | Фільм      |
| 2002        | Сяйво                                      | The Glow                                                | Метт Лоуренс             | ТВ         |
| 2002 — 2009 | C.S.I.: Місце злочину Маямі                | CSI: Miami                                              | Роджер партн             | Телесеріал |
| 2002        | Розпечене Різдво                           | Christmas Rush                                          | Корнеліус Морган         | ТВ         |
| 2003        | Винищувач драконів                         | Dragon Fighter                                          | Девід Карвер             | Відео      |
| 2003        | Господар гори 2: Чорне золото              | Gentle Ben 2: Danger on the Mountain                    | Джек Уедло               | ТВ         |
| 2003        | Поза часом                                 | Out of Time                                             | Кріс Харрісон            | фільм      |
| 2003 — 2008 | Лас Вегас                                  | Las Vegas                                               | Кейсі Меннінг            | Телесеріал |
| 2003 — 2006 | Королева екрану                            | Hope & Faith                                            | Ларрі Вокер              | Телесеріал |
| 2003 — 2009 | Руйнівники міфів                           | MythBusters                                             | Джек/Макс Хупер, хроніка | Телесеріал |
| 2004        |                                            | Grandpa's Place                                         | Запрошена знаменитість   | Фільм      |
| 2004        | Після апокаліпсису                         | Post Impact                                             | Том Паркер               | ТВ         |
| 2004        | Чуже весілля                               | I Do (But I Don' t)                                     | Логін Коріна             | ТВ         |
| 2004 — 2005 |                                            | Clubhouse                                               | Конрад Дін               | Телесеріал |
| 2004        |                                            | Lost                                                    | Джеремі Стентон          | Фільм      |
| 2004        | Ідеальний чоловік: Історія Лейсі Петерсона | The Perfect Husband: The Laci Peterson Story            | Скот Пітерсон            | ТВ         |
| 2005        | Мільярди Бейлі                             | Bailey's Billion$                                       | Теодор Максвелл          | Фільм      |
| 2005 — 2009 | Робокурча                                  | Robot Chicken                                           | Кларк/Отець              | Телесеріал |
| 2005        |                                            | Mayday                                                  | Джеймс Слен              | ТВ         |
| 2005        | Істина                                     | Truth                                                   | Пітер                    | Відео      |
| 2005        |                                            | Grown Men                                               |                          | ТВ         |
| 2006        | 10.5 балів: Апокаліпсис                    | 10.5: Apocalypse                                        | Бред Меллоу              | ТВ         |
| 2006        | Макс-руйнівник: Кільце вогню               | Max Havoc: Ring of Fire                                 | Роджер Тарсо             | Фільм      |
| 2006        | Весілля на Різдво                          | A Christmas Wedding                                     | Такер                    | ТВ         |
| 2006        | Зараження: Вірус смерті                    | Dead & Deader                                           | Боббі Куїнн              | ТВ         |
| 2006        | Вересневий світанок                        | September Dawn                                          | Джозеф Сміт              | Фільм      |
| 2007        | Відчайдушна ніч                            | La noche desesperada                                    | Кларк Кент               | Фільм      |
| 2007        | Перехрестя: Історія прощення               | Crossroads: A Story of Forgiveness                      | Брюс Муракамі            | ТВ         |
| 2007        | Останній візит                             | Final Approach                                          | Джек Бендер              | ТВ         |
| 2007        | Прихована камера                           | Hidden Camera                                           | Ден Ковач                | ТВ         |
| 2007        | Захищати і служити                         | Protect and Serve                                       | Майк Бореллі             | ТВ         |
| 2007        | Міські руїни                               | Urban Decay                                             | Стен                     | Фільм      |
| 2008        |                                            | Making Mr. Right                                        | Едді                     | ТВ         |
| 2008        | Честь мундира                              | Ace of Hearts                                           | Даніель Хардінг          | ТВ         |
| 2008        | П'ять доларів на день                      | $5 a Day                                                | Рік Карлстон             | Фільм      |
| 2009        | Велика пригода Осі і Теда                  | Aussie and Ted's Great Adventure                        | Майкл Брукс              | Фільм      |
| 2009        | Гравець, Дівчина і Пушка                   | The Gambler, the Girl and the Gunslinger                | Ши МакКолл               | ТВ         |
| 2009        | Людожер                                    | Maneater                                                | Гаррі                    | Фільм      |
| 2009        | Пес, що врятував Різдво                    | The Dog Who Saved Christmas                             | Тед Стейн                | ТВ         |
| 2009        | Три подарунка                              | The Three Gifts                                         | Джек Грін                | ТВ         |
| 2009        |                                            | Abandoned                                               | Кевін                    | Фільм      |
| 2009        | Шлях додому                                | The Way Home                                            | Реедн Сімпкінс           | Фільм      |
| 2009        |                                            | ParFection: The Golf Movie                              | викрадач машин           | Відео      |
| 2009        |                                            | Material Lies                                           | Джош                     | Фільм      |
| 2009        | Суб'єкт: Я люблю тебе                      | Subject: I Love You                                     | Джеймс Трапп             | Фільм      |
| 2010        | Вбити Кеті Малоун                          | Kill Katie Malone                                       | Роберт                   | Фільм      |
| 2010        | Провінційна дівчинка                       | A Pure Country Gift                                     | директор                 | Фільм      |
| 2010        | Падший                                     | The Fallen                                              | Коул                     | Фільм      |
| 2010        | Відпустка                                  | Vacation                                                | Брайс                    | Фільм      |
| 2010        | Вогняний пес                               | Firedog                                                 | Том, озвучення           | Фільм      |
| 2010        | Грузія                                     | Georgia                                                 | Кріс Бейлот              | Фільм      |
| 2010        | Сніданок у ліжко                           | Bed & Breakfast: Love is a Happy Accident               | Джейк                    | Фільм      |
| 2011        | Брудний маленький обман                    | Dirty Little Trick                                      | Майкл                    | Фільм      |